# 임현진 (방송인)
임현진(1986년 10월 17일 ~ )은 대한민국 前 기상 캐스터이자 프리 랜서 방송인이다. 2013년 11월 23일에 결혼하였다.

## 학력
- 경북예술고등학교 (졸업)
- 서울대학교 체육교육학과 (졸업)

## 이외 경력
- MBN 아나운서 (2011~2012)
- MBC 기상 캐스터 (2012~2013)
- TBC (2013~2016.05.31.)[2]